# Chandra Sturrup
Chandra Lavon Sturrup (Nassau, 12 settembre 1971) è una velocista bahamense.
In carriera è stata campionessa olimpica della staffetta 4×100 metri ai Giochi di Sydney 2000 e campionessa mondiale della stessa specialità a Siviglia 1999.

## Record nazionali

### Seniores
- 100 metri piani: 10"84 ( Losanna, 5 luglio 2005)
- Staffetta 4×100 metri: 41"92 ( Siviglia, 29 agosto 1999) (Savatheda Fynes, Chandra Sturrup, Pauline Davis-Thompson, Debbie Ferguson-McKenzie)

## Palmarès
| Anno | Manifestazione          | Sede           | Evento      | Risultato        | Prestazione | Note                                     |
| ---- | ----------------------- | -------------- | ----------- | ---------------- | ----------- | ---------------------------------------- |
| 1988 | Mondiali juniores       | Sudbury        | 100 m piani | Semifinale       | 11"93       |                                          |
| 1988 | Mondiali juniores       | Sudbury        | 200 m piani | Semifinale       | 23"96       |                                          |
| 1989 | Campionati CAC          | San Juan       | 4×100 m     | Argento          | 46"50       |                                          |
| 1990 | Mondiali juniores       | Plovdiv        | 100 m piani | Semifinale       | 11"62       |                                          |
| 1990 | Mondiali juniores       | Plovdiv        | 200 m piani | 6ª               | 23"81       |                                          |
| 1993 | Campionati CAC          | Cali           | 4×100 m     | Argento          | 44"28       |                                          |
| 1993 | Giochi CAC              | Ponce          | 100 m piani | Bronzo           | 11"89       |                                          |
| 1995 | Mondiali                | Göteborg       | 100 m piani | Batteria         | 11"59       |                                          |
| 1996 | Giochi olimpici         | Atlanta        | 100 m piani | 4ª               | 11"00       |                                          |
| 1996 | Giochi olimpici         | Atlanta        | 200 m piani | 6ª               | 22"54       |                                          |
| 1996 | Giochi olimpici         | Atlanta        | 4×100 m     | Argento          | 42"14       |                                          |
| 1997 | Mondiali indoor         | Parigi         | 60 m piani  | Argento          | 7"15        |                                          |
| 1997 | Campionati CAC          | San Juan       | 4×100 m     | Oro              | 44"00       |                                          |
| 1997 | Mondiali                | Atene          | 200 m piani | Quarti di finale | 23"07       |                                          |
| 1998 | Giochi CAC              | Maracaibo      | 100 m piani | Oro              | 11"14       |                                          |
| 1998 | Giochi del Commonwealth | Kuala Lumpur   | 100 m piani | Oro              | 11"06       |                                          |
| 1999 | Giochi panamericani     | Winnipeg       | 100 m piani | Oro              | 11"10       |                                          |
| 1999 | Mondiali                | Siviglia       | 100 m piani | 7ª               | 11"06       |                                          |
| 1999 | Mondiali                | Siviglia       | 200 m piani | Semifinale       | 22"75       |                                          |
| 1999 | Mondiali                | Siviglia       | 4×100 m     | Oro              | 41"92       | Record nazionale                         |
| 2000 | Giochi olimpici         | Sydney         | 100 m piani | 5ª               | 11"21       |                                          |
| 2000 | Giochi olimpici         | Sydney         | 200 m piani | Quarti di finale | 23"21       |                                          |
| 2000 | Giochi olimpici         | Sydney         | 4×100 m     | Oro              | 41"95       |                                          |
| 2001 | Mondiali indoor         | Lisbona        | 60 m piani  | Oro              | 7"05        | Miglior prestazione personale            |
| 2001 | Mondiali                | Edmonton       | 100 m piani | Bronzo           | 11"02       |                                          |
| 2002 | Giochi del Commonwealth | Manchester     | 4×100 m     | Oro              | 42"44       |                                          |
| 2003 | Mondiali indoor         | Birmingham     | 60 m piani  | Semifinale       | 7"24        |                                          |
| 2003 | Mondiali                | Saint-Denis    | 100 m piani | Argento          | 11"02       |                                          |
| 2004 | Giochi olimpici         | Atene          | 100 m piani | Quarti di finale | 11"46       |                                          |
| 2004 | Giochi olimpici         | Atene          | 4×100 m     | 4ª               | 42"69       |                                          |
| 2005 | Campionati CAC          | Nassau         | 100 m piani | Oro              | 11"02       |                                          |
| 2005 | Campionati CAC          | Nassau         | 4×100 m     | Argento          | 43"48       |                                          |
| 2005 | Mondiali                | Helsinki       | 100 m piani | 4ª               | 11"09       |                                          |
| 2005 | Mondiali                | Helsinki       | 4×100 m     | Batteria         | dnf         |                                          |
| 2007 | Giochi panamericani     | Rio de Janeiro | 100 m piani | Bronzo           | 11"29       |                                          |
| 2007 | Mondiali                | Osaka          | 100 m piani | Semifinale       | 11"22       |                                          |
| 2008 | Campionati CAC          | Cali           | 100 m piani | Oro              | 11"20       |                                          |
| 2008 | Campionati CAC          | Cali           | 4×100 m     | Bronzo           | 44"03       |                                          |
| 2008 | Giochi olimpici         | Pechino        | 100 m piani | Semifinale       | 11"22       |                                          |
| 2009 | Mondiali                | Berlino        | 100 m piani | 7ª               | 11"05       |                                          |
| 2009 | Mondiali                | Berlino        | 4×100 m     | Argento          | 42"29       | Miglior prestazione personale stagionale |
| 2010 | Mondiali indoor         | Doha           | 60 m piani  | 5ª               | 7"16        |                                          |
| 2012 | Mondiali indoor         | Istanbul       | 60 m piani  | 5ª               | 7"19        |                                          |
| 2012 | Giochi olimpici         | Londra         | 4×100 m     | Batteria         | 43"07       | Miglior prestazione personale stagionale |

## Altre competizioni internazionali
1998
- 5ª alla Grand Prix Final ( Mosca), 100 m piani - 11"19
- Argento in Coppa del mondo ( Johannesburg), 100 m piani - 10"97

2000
- 5ª alla Grand Prix Final ( Doha), 100 m piani - 11"40

2003
- 4ª alla World Athletics Final ( Monaco), 100 m piani - 11"12

2005
- 4ª alla World Athletics Final ( Monaco), 100 m piani - 11"07

2008
- 7ª alla World Athletics Final ( Stoccarda), 100 m piani - 11"23

2009
- 4ª alla World Athletics Final ( Salonicco), 100 m piani - 11"17